# Българско географско дружество
Българското географско дружество е най-старата съсловна организация на географите в България. Основано е на 9 ноември 1918 г. с пръв председател проф. д-р Анастас Иширков. Седалището му се намира в София, в сградата на Софийския университет „Св. Климент Охридски“.

## Организационни цели на БГД
Основни цели на Дружеството са:
- да спомага за научния развой на науката география
- да работи за научно-географското изучаване на българските земи
- да урежда взаимно опознаване на България с другите страни в географско, стопанско и други отношения
- да популяризира между българското общество географското и помощните му учения.

## История на БГД

### В периода 1918 – 1945
Според първия устав на дружеството от 1918 г. то се ръководи и управлява от настоятелство, състоящо се от дванадесет души, избирани по 6 души ежегодно от годишното събрание с тайно гласоподаване. Настоятелството избира изпомежду си един председател, двама подпредседатели, двама секретари, един ковчежник, един библиотекар и петима съветници. Първият председател на дружеството от 1918 до 1934 е акад. Анастас Иширков, след което от 1934 до 1945 тази длъжност се заема от проф. Иван Батаклиев.
В първите години след създаването си БГД развива активна организационна и издателска дейност. Всяка година са уреждани по около десетина сказки продавани са дружествени издания, правени са постъпки по засягащите географията въпроси пред държавни институции. Липсата на собствен печатен орган се компенсира с публикации във възстановеното сп. Естествознание което започва да излиза с разширено географско съдържание с ново заглавие – Естествознание и география. Член на редакцинната колегия е Жеко Радев. През 1920 започва издаването на поредицата „Географска Библиотека“, като в първата книжка е публикувана известната работа на Анастас Иширков „Тракия и договорът за мир в Ньой“. През следващите години са издадени още 3 броя: и „Природна структура на високите български планини“ от Жеко Радев, „Пеония“ от Г. И. Кацаров, както преиздаване на картата на Александър Х. Русет с пояснителни бележки от А. Иширков. През 1925 броят на членовете достига 170 души. След тази година дейността на дружеството постепенно намалява, основно поради икономически причини. „Поради спадането членския внос който е възлизал на 1 лв. месечно или 12 лв. годишно, не е могло да бъде събиран поради което организационните връзки между членовете отслабват“. За периода от 1926 до 1932 настоятелството не успява да свика общо събрание.
На 17 март 1932 е свикано общо събрание за първи път след 1925. То избира ново настоятелство с председател А. Иширков и подпредседател Ж. Радев. Приема се и нов устав който е одобрен от министерството на вътрешните работи и народното здраве на 28 май 1932. До края на 1933 дружеството успява да възстанови членската си маса като достига 159 члена. През 1934 акад. А. Иширков се оттегля от активна дейност поради влошенто си здраве и на 19 април общото събрание на дружеството го освобождава от задължения и го провъзгласява за почетен председател (пожизнен). За редовен председател е избран Ив. Батаклиев, а за подпредседател Ж. Чанков.
През 1933 започва издаването на първото научно географско списание в България „Известия на Българско географско дружество“. Първата книжка е публикувана като „Сборник в чест на Анастас Иширков по случай 35-годишната му професорска дейност“. До 1943 то излиза ежегодно като в него освен български географи публикуват статии публикуват и редица чуждестранни учени сред които са проф. Албрехт Пенк, проф. Албрехт Буркард, проф. Херберт Луи, проф. Артур Гаваци и др. Своеобразен връх на дейността на дружеството през този период е организираният от него през 1936 Четвърти конгрес на славянските географи и етнографи, който събира в София 325 учени от цяла Европа.

### В периода 1945 – 1989
След настъпилите обществено-политически промени в страната след 1945 редица научни сдружения са забранени, но БГД е признато като дружество с позитивна дейност и продължава съществуването си в новите условия. От по-известните със своята научна и организаторска роля през този период са акад. Анастас Бешков, проф. Илия Иванов, чл. кор. Живко Гълъбов, проф. Петър Пенчев и др. Както през предходния период, във времето до 1990 основните дейности на дружеството се заключават в организирането и провеждането на тържествени научни и юбилейни сесии, двустранни международни научни симпозиуми, научни конференции за географското образование и шест поредни национални конгреси на географите в България (от 1968 до 1989).

### В периода 1989 – 2014
След 1990 дейността на дружеството постепенно запада поради ограничените средства и намаляващия интерес от страна на ръководителите на географските звена по това време. С влизането в сила на Закона за юридическите лица с нестопанска цел (ЗЮЛНЗ) през 2001 всички организации трябва да бъдат регистрирани съгласно постановките на този закон. По редица обективни и субективни причини това не е направено и дружеството изпада в състояние на прокурорска ликвидация.

### Съвременен етап – след 2014
През 2012 г. инициативна група от представители на Геолого-географски факултет на СУ „Св. Климент Охридски“ и департамент География при НИГГГ на БАН започва действия за възстановяване на юридическия статут на дружеството. За целта е разработен устав, който се основава на постановките на първия устав на дружеството от 1918 г. и е съобразен с изискванията на ЗЮЛНЦ. На заседание на инициативния комитет е взето решение първия управителен съвет (УС) да се състои от пет души и да има временен мандат от шест месеца като през това време да се осигури възможност за възстановяване на членската маса на дружеството и да се организира общо събрание, на което да се избере редовен УС с мандат от четири години. За председател на временния УС е избран проф. Петър Петров, който е последният изпълнявал тази длъжност преди 2001 г. В състава на временния управителен съвет са избрани още Стоян Недков, Боян Кулов, Александър Коцев и Десислава Полеганова. Регистрацията на новия устав и УС е утвърдена 29 май 2014 г. с решение на Софийски градски съд Ф.Д. №389/2014.
Членове на Управителния съвет на Дружеството в периода 2014 – 2018 г. са доц. Стоян Недков (председател), доц. Георги Железов (заместник-председател), проф. Марияна Николова, доц. Климент Найденов, доц. Красимир Стоянов, доц. Ваня Стаменова, д-р Димитър Атанасов.

### Председатели на БГД
- Анастас Иширков (1918 – 1934)
- Иван Батаклиев (1934 – 1945)
- Александра Монеджикова-Николова (1945 – 1948)
- Анастас Бешков (1948 – 1964)
- Илия Иванов (1965 – 1968)
- Живко Гълъбов (1968 – 1971)
- Петър Пенчев (1971 – 1977)
- Живко Гълъбов (1977 – 1981)
- Тодор Христов (1981 – 1991)
- Петър Петров (1991 – 2001)
- Петър Петров (май – ноември 2014)
- Стоян Недков (8 ноември 2014 – 4 ноември 2018)
- Климент Найденов (4 ноември 2018 – 26 ноември 2022)
- Стелиян Димитров (26 ноември 2022 – )

## Структура на БГД
Организационната структура на БГД се състои от:
- Общо събрание, включващо всички членове
- Управителен съвет от 7 души, включващ председателя и заместник-председателя
- Регионални структури на Дружеството (Клубове): Благоевград, Велико Търново, Шумен
- Консултативен съвет от избрани членове на Дружеството
- Изпълнителен съвет (Изпълнително бюро)
- Секретариат

## Ръководство на БГД
Председател е доц. д-р Стелиян Димитров, заместник-председател е проф. д-р Стоян Недков.
Членове на Управителния съвет на Дружеството от 26 ноември 2022 г. са проф. д-р Димитър Симеонов, доц. д-р Цветан Коцев, доц. д-р Александър Гиков, доц. д-р Димитър Желев и доц. д-р Емилия Патарчанова.

## Събития
Българското географско дружество организира ежегодни научни конференции и семинари, обучителни дейности, екскурзии, изложби и други събития с научнопопулярен характер.
Дружеството е съорганизатор на ежегодния Български географски фестивал съвместно с образователната организация Географ БГ.

## Почетни членове
- Анастас Иширков
- Иван Батаклиев
- Боян Петров
- Симеон Идакиев
- Дан Балтеану
- Петър Петров
- Робърт Бег
- Джон Пикълс
- Грегъри Найт

## Издания на БГД
Основно издание на Българското географско дружество е научното списание Известия на Българското географско дружество. Във връзка с провеждането на отделни конференции, годишнини и други събития се издават тематични сборници с доклади, монографии и др.
Дружеството издава популярно-научна географска библиотека. Тя се състои от отделни книжки. Географската библиотека се урежда от Българското географско дружество, с председател проф. д-р Анастас Иширков, под редакцията на проф. д-р Георги Кацаров, проф. Жеко Радев и проф. А. П. Стоилов.